# Diecezja Santa Rosa w Kalifornii
Diecezja Santa Rosa w Kalifornii (łac. Dioecesis Sanctae Rosae in California, ang. Diocese of Santa Rosa in California) jest diecezją Kościoła rzymskokatolickiego w metropolii San Francisco w Stanach Zjednoczonych w północno-zachodniej części stanu Kalifornia. 

## Historia
Diecezja została kanonicznie erygowana 13 stycznia 1962 roku przez papieża Jana XXIII podczas reorganizacji struktur kościelnych w metropolii San Francisco. Wyodrębniono ją z archidiecezji San Francisco i diecezji Sacramento. Pierwszym ordynariuszem został dotychczasowy kanclerz archidiecezji San Francisco Leo Thomas Maher (1915-1991). 

## Ordynariusze
- Leo Thomas Maher (1962–1969)
- Mark Joseph Hurley (1969–1986)
- John Thomas Steinbock (1987–1991)
- George Patrick Ziemann (1992–1999)
- Daniel Francis Walsh (2000–2011)
- Robert Vasa (od 2011)